# Eily Malyon
Eily Malyon est une actrice américaine née le 30 octobre 1879 à Londres (Royaume-Uni), morte le 26 septembre 1961 à South Pasadena (Californie).

## Filmographie
- 1931 : Born to Love : Nurse
- 1932 : Lovers Courageous : Landlady
- 1932 : The Wet Parade de Victor Fleming : Irish drunk's wife
- 1932 : Night Court : Hungry woman in court
- 1932 : Rasputin and the Empress : Woman yelling, 'Blessed among women!'
- 1933 : Après nous le déluge (Today We Live), de Howard Hawks : Wendy, la bonne
- 1933 : Looking Forward de Clarence Brown : Mrs. Munsey
- 1934 : Eight Girls in a Boat : Teacher
- 1934 : Nana
- 1934 : His Greatest Gamble : Jenny
- 1934 : Great Expectations : Sarah Pocket
- 1934 : Limehouse Blues : Woman Who Finds Pug
- 1934 : Souvent femme varie (Forsaking All Others) : Mrs. Gordon, Customer
- 1934 : Le Petit Ministre (The Little Minister) de Richard Wallace : Lady Evalina Rintoul
- 1935 : Clive of India : Mrs. Clifford
- 1935 : Romance in Manhattan : Miss Evans
- 1935 : The Florentine Dagger : Fredericka - Mask Maker
- 1935 : Les Misérables : Mother Superior
- 1935 : La Femme errante (The Flame Within) de Edmund Goulding : Murdock, Lillian's Housekeeper
- 1935 : La Jolie Batelière (The Farmer Takes a Wife)
- 1935 : Diamond Jim d'A. Edward Sutherland : Organist
- 1935 : The Melody Lingers On : Sister Maria
- 1935 : La Femme traquée (I Found Stella Parish) de Mervyn LeRoy : Ship's Clothing Clerk
- 1935 : Un bienfait dangereux (Kind Lady) de George B. Seitz : Mrs. Edwards
- 1935 : Ah, Wilderness! : Nora, the Maid
- 1935 : La Veuve de Monte-Carlo (The Widow from Monte Carlo) d'Arthur Greville Collins : Lady Maynard
- 1935 : Le Marquis de Saint-Evremont (A Tale of Two Cities) : Mrs. Cruncher
- 1936 : Le Petit Lord Fauntleroy (Little Lord Fauntleroy) : Landlady
- 1936 : La Fille de Dracula (Dracula's Daughter) : Miss Peabody (nurse)
- 1936 : One Rainy Afternoon, de Rowland V. Lee
- 1936 : L'Ange blanc (The White Angel) de William Dieterle : Sister Colomba (Sister Colombo in Credits)
- 1936 : Les Poupées du diable (The Devil-Doll) : Laundry Proprietress
- 1936 : Anthony Adverse de Mervyn LeRoy : Mother Superior Maria José
- 1936 : A Woman Rebels : Miss Piper, the Governess
- 1936 : Three Men on a Horse : Miss Burns, a Nurse
- 1936 : Le Roman de Marguerite Gautier (Camille) : Therese, Maid in Country House
- 1936 : Career Woman : Miss Brinkerhoff
- 1937 : That I May Live d'Allan Dwan : Cally Plivens
- 1937 : La Force des ténèbres (Night Must Fall) : Village Nurse
- 1937 :  La Vie privée du tribun (Parnell) de John M. Stahl : Irish Woman with Dead Child
- 1937 : La Tornade (Another Dawn) de William Dieterle : Mrs. Farnold
- 1938 : Rebecca of Sunnybrook Farm : Mrs. Turner
- 1938 : Le Proscrit (Kidnapped) : Mrs. Campbell
- 1938 : La Famille sans-souci (The Young in Heart) de Richard Wallace : Sarah
- 1939 : Petite Princesse (The Little Princess) : Mrs. O'Connell the Cook
- 1939 : Le Chien des Baskerville (The Hound of the Baskervilles) de Sidney Lanfield : Mrs. Barryman
- 1939 : Les Aveux d'un espion nazi (Confessions of a Nazi Spy) : Mrs. Mary McLaughlin
- 1939 : On Borrowed Time : Demetria Riffle
- 1939 : Nous ne sommes pas seuls (We Are Not Alone) d'Edmund Goulding : Archdeacon's Wife
- 1939 : Barricade (en) : Mrs. Little - Head of Mission
- 1940 : La Jeunesse d'Edison (Young Tom Edison) : Miss Lavina Howard, School Teacher
- 1940 : Untamed : Mrs. Sarah McGavity
- 1940 : Correspondant 17 (Foreign Correspondent) : College Arms Hotel cashier
- 1940 : Flowing Gold (en) d'Alfred E. Green : Cashier
- 1941 : Arkansas Judge : Widow Smithers
- 1941 : Reaching for the Sun de William A. Wellman : Landlady
- 1941 : Chasse à l'homme (Man Hunt) : The Postmistress at Lyme Regis
- 1941 : Hit the Road : Cathy Crookshank
- 1942 : You're Telling Me : Mrs. Appleby
- 1942 : The Man in the Trunk : Abbie Addison
- 1942 : Ma femme est une sorcière (I Married a Witch) : Tabitha Wooley
- 1942 : Scattergood Survives a Murder (en) de Christy Cabanne : Mrs. Grimes
- 1942 : The Undying Monster : Mrs. Walton, the housekeeper
- 1943 : L'Ombre d'un doute (Shadow of a Doubt) : Librarian
- 1943 : Un espion a disparu : Walmer Hotel Proprietess
- 1943 : The Man from Down Under : Sarah (Aggie's maid)
- 1944 : Jane Eyre : Mrs. Scatcherd
- 1944 : La Route semée d'étoiles (Going My Way) : Mrs. Carmody
- 1944 : La Septième croix (The Seventh Cross) : Fräulein Bachmann
- 1945 : Grissly's Millions : Mattie
- 1945 : Roughly Speaking de Michael Curtiz : The dean
- 1945 : Son of Lassie : Washwoman
- 1945 : Scared Stiff (en) : Mrs. Cooke
- 1945 : Paris Underground : Madame Martin
- 1945 : She Wouldn't Say Yes : Spinster
- 1946 : La Vie passionnée des sœurs Brontë (Devotion) : Mrs. Thornton's Friend at the Ball
- 1946 : She-Wolf of London : Hannah, the housekeeper
- 1946 : Cœur secret (The Secret Heart) : Miss Hunter
- 1948 : The Challenge (en) : Kitty Fyffe